# Ochsehorn
Ochsehorn är en bergstopp i Schweiz.   Den ligger i distriktet Visp och kantonen Valais, i den södra delen av landet, 90 km söder om huvudstaden Bern. Toppen på Ochsehorn är 2 912 meter över havet, eller 143 meter över den omgivande terrängen. Bredden vid basen är 1,9 km.
Terrängen runt Ochsehorn är huvudsakligen mycket bergig. Närmaste större samhälle är Visp, 9,3 km nordväst om Ochsehorn. 
Trakten runt Ochsehorn består i huvudsak av gräsmarker. Runt Ochsehorn är det ganska glesbefolkat, med 23 invånare per kvadratkilometer.